# Chittoor
Chittoor és una ciutat capital del districte de Chittoor de l'estat indi d'Andhra Pradesh. És també la capital del mandal de Chittor. La ciutat té una població de 153 756 habitants, i la conurbació en té 175 647.

## Història
Després de la independència de l'Índia en 1947, Chittoor va formar part de l'antic estat de Madràs. El modern districte de Chittoor era antigament el districte de North Arcot, fundat pel govern britànic en el segle xix, amb Chittoor com a capital. L'1 d'abril de 1911, el districte va ser dividit entre el districte de Chittoor i el districte de North Arcor.

### Prehistòria
El districte compta amb diversos llocs prehistòrics. Els jaciments que s'han descobert s'han atribuït a diferents etapes en l'evolució de la civilització. S'han descobert eines paleolítiques a Tirupathi, Sitarampeta, Ellampalle, Mekalavandlapalle, Piler, etc. De l'època mesolítica se n'han descobert a Chinthaparthi, Moratavandlapalle, Aruvandlapalle, Tirupathi, etc. S'han trobat restes d'eines del Neolític a prop de Bangarupalem. L'existència de cultura megalítica fou revelada per la descoberta de jaciments a Irulabanda, Bapanatham, Valimikipuram (Vayalpadu), Sodum, Velkuru, Nyakaneri, Basinikonda, etc.

### Història política
La història política del districte comença amb els màuries en el segle iv aC. El districte de Chittoor no fou una unitat administrativa homogènia fins al 1911. Les divisions que la componien estaven sota el control de diverses dinasties principals en diferents períodes, com ara els màuries, els satavahanes, els pal·laves, els Chalukya de Badami, els raixtrakutes, els Chola, els pandyes, els Vijayanagar, els kutubxàhides, els mogols, els Asof Jahis, els Marathas, Haidar Ali i Tipu de Mysore, i els britànics, a més d'altres dinasties menors. Els zamindars de Karvetinagar, Srikalahasti, Punganur i Kangundhi també han governat aquest districte.

## Geografia
La ciutat de Chittoor està situada a la riba del riu Neeva, al sud de l'estat d'Andhra Pradesh. Està connectada amb Bangalore i Chennai mitjançant les autovies nacionals NH 69 i NH 40.
Està localitzada entre les latituds 13°37" i 14°8" nord i les longituds 78°33" i 79°55" est. Limita a l'est amb el districte de Nellore d'Andhra Pradesh, al sud amb els districtes de Vellore i Thiruvallur de Tamil Nadu, a l'oest amb els districtes de Kolar i Chikkaballapur de Karnataka, al nord amb el districte de Kadapa d'Andhra Pradesh, i al sud amb el districte de Krishnagiri de Tamil Nadu. Pel que fa a la superfície, ocupa el 8è lloc, amb una extensió de 15 150 km², la qual cosa suposa el 5,51% de la superfície total de l'estat. L'alçària mitjana de la part muntanyosa del districte és d'uns 760 msnm. Les ciutats de Chennai i Bangalore estan situades a 150 km i 165 km respectivament de la ciutat de Chittoor.

## Climatologia
| Paràmetres climàtics mitjans de Chittoor | Paràmetres climàtics mitjans de Chittoor | Paràmetres climàtics mitjans de Chittoor | Paràmetres climàtics mitjans de Chittoor | Paràmetres climàtics mitjans de Chittoor | Paràmetres climàtics mitjans de Chittoor | Paràmetres climàtics mitjans de Chittoor | Paràmetres climàtics mitjans de Chittoor | Paràmetres climàtics mitjans de Chittoor | Paràmetres climàtics mitjans de Chittoor | Paràmetres climàtics mitjans de Chittoor | Paràmetres climàtics mitjans de Chittoor | Paràmetres climàtics mitjans de Chittoor | Paràmetres climàtics mitjans de Chittoor |
| Mes                                      | Gen.                                     | Feb.                                     | Mar.                                     | Abr.                                     | Mai.                                     | Jun.                                     | Jul.                                     | Ago.                                     | Set.                                     | Oct.                                     | Nov.                                     | Des.                                     | Anual                                    |
| ---------------------------------------- | ---------------------------------------- | ---------------------------------------- | ---------------------------------------- | ---------------------------------------- | ---------------------------------------- | ---------------------------------------- | ---------------------------------------- | ---------------------------------------- | ---------------------------------------- | ---------------------------------------- | ---------------------------------------- | ---------------------------------------- | ---------------------------------------- |
| Temperatura diària màxima °C (°F)        | 28,7 (83,7)                              | 31,4 (88,5)                              | 34,4 (93,9)                              | 36,4 (97,5)                              | 40,0 (104)                               | 35,5 (95,9)                              | 33,5 (92,3)                              | 33,3 (91,9)                              | 32,8 (91)                                | 31,1 (88)                                | 28,8 (83,8)                              | 27,6 (81,7)                              | 40,0 (104)                               |
| Temperatura diària mínima °C (°F)        | 17,7 (63,9)                              | 18,8 (65,8)                              | 21,2 (70,2)                              | 24,5 (76,1)                              | 26,2 (79,2)                              | 25,7 (78,3)                              | 24,6 (76,3)                              | 24,4 (75,9)                              | 23,8 (74,8)                              | 22,5 (72,5)                              | 20,2 (68,4)                              | 18,1 (64,6)                              | 17,7 (63,9)                              |
| Precipitació total mm (polzades)         | 6 (0,2)                                  | 6 (0,2)                                  | 8 (0,3)                                  | 24 (0,9)                                 | 58 (2,3)                                 | 72 (2,8)                                 | 102 (4)                                  | 115 (4,5)                                | 145 (5,7)                                | 162 (6,4)                                | 110 (4,3)                                | 54 (2,1)                                 | 862 (33,9)                               |
| Font: Climate-Data.org                   |                                          |                                          |                                          |                                          |                                          |                                          |                                          |                                          |                                          |                                          |                                          |                                          |                                          |

## Demografia
El telugu és la llengua oficial i la d'ús generalitzat. Chittoor té una població de 152 654 habitants i una proporció de gèneres de 1002 dones per cada 1000 homes, en comparació amb la mitjana estatal de 992 dones, segons dades del cens de 2011. L'índex d'alfabetització de la ciutat és de 90,60%. Chittoor va adquirir l'estatus de corporació municipal el 2011.

## Sistema de govern
La Corporació Municipal de Chittoor l'ens administratiu civil de la ciutat. Fou constituïda com a municipalitat de Grau III l'any 1917. Fou promocionada a Grau II el 1950, a Grau I en 1965, a Grau Especial en 1980 i a Grau de Selecció l'any 2000. El 7 de juliol de 2012 adquirí l'estatus de corporació municipal per tal d'integrar 14 gram panchayats (o viles), que ocupen una superfície de 69,75 km².

## Economia

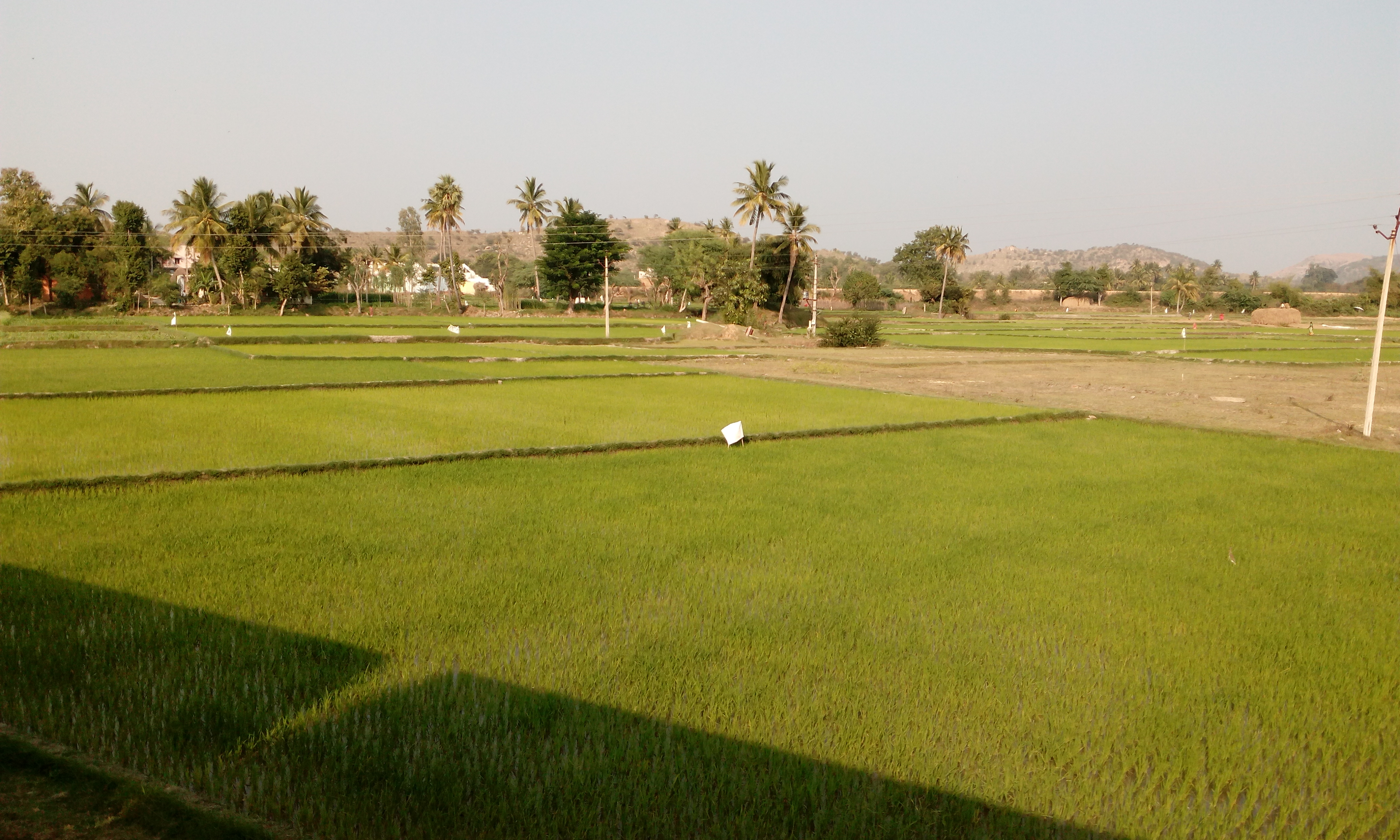
Agricultura prop de Chittoor

Chittoor és la capital i la seu de moltes institucions de govern del districte.
Chittoor és predominantment un lloc per al mercat agrícola, especialment important en el cultiu de mangos, cereals, canya de sucre, i cacauets. Altres indústries són les de l'oli vegetal, les granges de pollastres i la llet. El cultiu del tomàquet representa més del 20% de la producció de l'Estat. La fruita seca de terra és el cultiu comercial més important en el districte, seguit per la canya de sucre i l'agricultura dels mangos. És la segona productora de llet, amb una potent indústria de productes lactis. El districte també és conegut per les seves indústries tèxtils, com la de la seda, amb 13 000 telers que donen feina a uns 40 000 treballadors. La seva indústria del granit és coneguda pels seus granits negre, rosa i gris.

## Edificis històrics
El temple Swayambu Varasidhi Vinayakaswamy de Kanipakam és un famós temple hindú situat prop de la ciutat, així com el temple d'Ardhagiri Anjaneyaswamy al poble d'Aragonda. També cal destacar el Fort Chandragiri del segle xi.

## Educació
L'ensenyament primari i secundari està gestionat pel govern, amb el suport d'escoles privades del departament d'educació de l'estat. Les llengües vehiculars de l'ensenyament són l'anglès i el telugu.

### Universitats d'Enginyeria
- SITAMS: Sreenivasa Institute of Technology and Management Studies[14]
- SVCET: Sri Venkateswara College of Engineering Technology[15]
- VEMU: Vemu Institute of Technology

### Universitats de Medicina
- Apollo Institute of Medical Sciences and Research[16]
- RVS Institute of Medical Sciences[17]

### Altres
- Papudesi Venkata Krishnama Naidu Government College

## Transport

### Carreteres

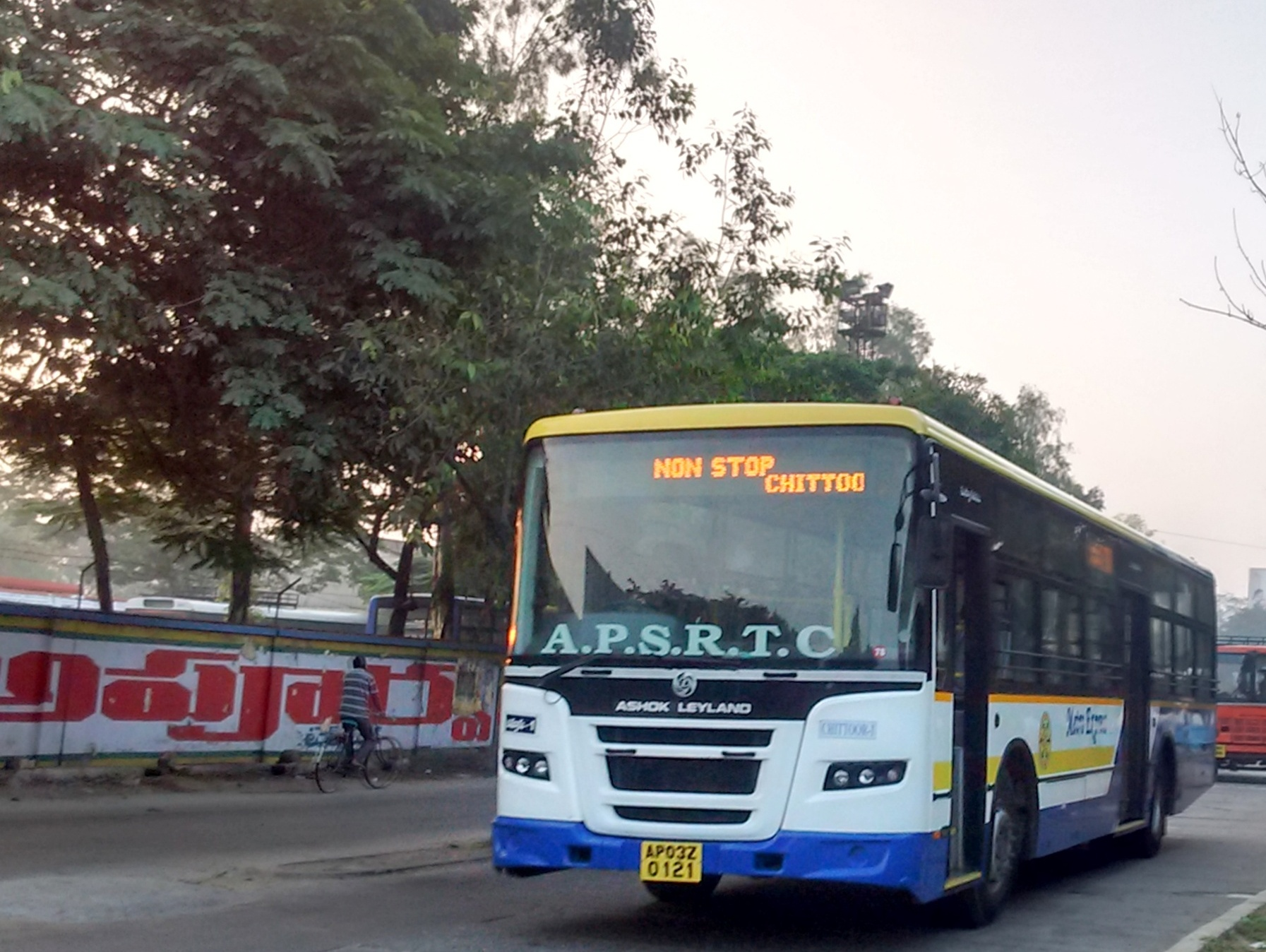
Autobús de l'Andhra Pradesh State Road Transport Corporation a una carretera de Chittoor

La ciutat està comunicada amb d'altres ciutats importants a través d'autopistes nacionals i estatals. Les autopistes nacionals que travesses la ciutat de Chittoor són la National Highway 40, la National Highway 69 i la National Highway 140, que connecta Chittoor amb Kadapa, Kurnool, Vellore, Chennai, Kolar, Bangalore, Tirupati i Nellore. Les carreteres de la ciutat tenen una longitud total de 382,30 km.

### Transport públic
L'Andhra Pradesh State Road Transport Corporation opera el servei d'autobús de l'estació d'autobusos de Chittoor. Aquests serveis connecten Chittoor amb Kanipakam, Tirupati, Madanapalli, Palamaner, Piler, Puttur, Kuppam, Srikalahasti, Nellore, Vellore, Tiruvannamalai, Kanchipuram, Chennai, Puducherry, Kolar, Bangalore, Mysore, Kurnool, Kadapa, Anantapur, Hydrabad, Hanumakonda, Warangal, Vijayawada, Guntur, Ongole, Rajahmundry, Amaravati i també amb totes les altres ciutats importants del districte de Chittoor, i dels estats d'Andhra Pradesh, Tamilnadu, Karnataka, Puducherry i Telangana.

### Ferrocarrils
L'estació de ferrocarril de Chittoor pertany a la xarxa de ferrocarrils nacionals. Està situada en el ramal Gudur-Katpadi i està administrada per la divisió ferroviària de Guntakal. El nus ferroviari Important més proper és l'enllaç de Katpadi a Tamil Nadu, a uns 30 km de la ciutat de Chittoor. Hi ha trens directes amb freqüència diària des de Chittoor cap a Vijayawada, Kakinada, Kacheguda (Hyderabad), Bengaluru, Thiruvananthapuram i Nova Delhi, i amb una freqüència menor (setmanal, quinzenal o cada tres setmanes) amb Mannargudi, Jammu, Katra, Tirunelveli, Mangalore, Ernakulam, Visakhapatnam, Hatia Ranchi, Santragachi (Kolkata) i Jayanthi Janata, etc.

### Aeroports
L'aeroport domèstic més proper és l'aeroport de Tirupati a Renigunta, en el districte de Chittoor, Andhra Pradesh.
Els aeroports internacionals més propers són l'aeroport Internacional de Chennai i l'aeroport Internacional de Kempegowda a Bangalore.
La Corporació d'Infraestructures d'Andhra Pradesh Limitada (INCAP) construirà l'aeroport de Kuppam a Shantipuram Mandal amb un cost estimat de Rs 100 crore (1000 milions de rúpies; uns 12 600 000 euros).

## Personatges il·lustres
- Mohan Babu, actor
- Talari Manohar, parlamentari, membre de l'Assemblea Legislativa.
- Chittor V. Nagaiah, actor
- D. K. Adikesavulu Naidu, ex-primer ministre
- N. Chandrababu Naidu, ex-ministre en cap[22]
- Chittoor Subramaniam Pillai, músic carnàtic
- Madhurantakam Rajaram, escriptor, guanyador del premi Sahitya Akademi
- Cattamanchi Ramalinga Reddy, educador i pensador polític, assagista i economista, poeta i crític literari.[23]
- Kesava Reddy, novel·lista
- Nallari Kiran Kumar Reddy, ex-ministre en cap
- Prathap C. Reddy, fundador i president del grup hospitalari Apollo